# 營團03系電力動車組
營團03系電力動車組（日语：／ Eidan 03-kei densha */?），是供東京地下鐵（前帝都高速度交通營團）日比谷線使用的通勤型電力動車組。於1988年7月1日開始營運。目前已退役並由東京地下鐵13000系所取代。部分讓渡至地方私鐵繼續運行。

## 概要
為了加快日比谷線的运行车辆空調化、增强日比谷線的运能以及替换已经老化的3000系，因此帝都高速度交通營團投放此列車在日比谷線。
這款列車由東急車輛製造、日本車輛製造、川崎重工業及近畿車輛負責製造，從1988年到1994年間共生產了42组共336輛。列车的机器设备参考了银座线的01系和东西线的05系。此外列车在设计方面也具有「高品质」、「成人视角」的特点。

## 历史
1987年-1994年，共生產了42组共336輛，其中01编成为川崎重工业生产，02编成为日本车辆制造生产，其他的列车为近畿车辆和东急车辆制造负责生产。其中1次车的使用目的是为了增强日比谷线的运能，2次车的使用目的则是为了完全替换已经老化的3000系。其中，2000年3月8日发生的营团地下铁日比谷线事故，导致02编成的03-802号车厢报废，在2001年9月，由东急车辆制造重新制造的车厢替代了已经报废的车厢并重新上线运营。

## 车体构造
每节车厢长18m，拥有3对车门（部分车厢为5对车门），材质为铝合金，使用连续焊接工艺，车体主颜色为灰色。列车车头的挡风玻璃与3000系类似，呈曲线状。在挡风玻璃上方还拥有方向幕和列车编号两个显示窗，周边以黑色为主。其中列车两端的紧急出口为内崁式门。

## 客室内部
列车客室内部的地板颜色为米色和橄榄绿色，行李架采用不锈钢网格结构。列车的部分车窗可以打开通风，并设置有灰色窗帘。列车在早期的座席颜色全部为茶色，在2001年-2006年的1-3次车的座席颜色开始更改为红紫色；4次车的座席颜色开始也变为红紫色，但是优先席为青色。车厢内设置有6个扬声器，车内紧急通报装置也作了较大的修改。
列车空调采取集中性搭载，先头车6台，中间车7台，也是帝都高速度交通营团中首次装备有空调的车辆。空调使用直流600V，单机功率为48.9kW，其温度会通过计算机调节。其中弱冷房車（弱冷氣車）位于3號車，女性專用車在第1號車。

## 列车驾驶室
驾驶室内主色调为淡绿色，驾驶台颜色为藏青色，驾驶室进深为1,900mm。主操纵设备为旋转盘式，为牵引4段+制动7段+紧急制动，这些操纵设备在VVVF控制方式的列车中有较大的改动。仪表盘可显示的最高速度为120km/h，仪表盘右侧是车辆控制情报管理装置。另外，驾驶室与客室之间的门通常会用遮光幕遮盖，这种方式在之后的06系和07系中均有所应用。

## 批次分类列表
|              | 1次車              | 1次車              | 2次車              | 2次車              | 2次車              | 3次車              | 3次車              | 3次車              | 3次車              | 4次車              | 4次車              | 4次車              | 4次車              | 4次車              | 4次車              | 5次車              | 5次車              | 5次車              | 5次車              | 5次車              | 5次車              | 5次車              | 5次車              | 5次車              | 5次車              | 5次車         | 5次車         | 6次車         | 6次車         | 6次車         | 6次車         | 6次車         | 6次車         | 6次車         | 6次車         | 7次車         | 7次車         | 7次車         | 7次車         | 7次車         | 7次車         | 7次車         |
| ------------ | ------------------ | ------------------ | ------------------ | ------------------ | ------------------ | ------------------ | ------------------ | ------------------ | ------------------ | ------------------ | ------------------ | ------------------ | ------------------ | ------------------ | ------------------ | ------------------ | ------------------ | ------------------ | ------------------ | ------------------ | ------------------ | ------------------ | ------------------ | ------------------ | ------------------ | ------------- | ------------- | ------------- | ------------- | ------------- | ------------- | ------------- | ------------- | ------------- | ------------- | ------------- | ------------- | ------------- | ------------- | ------------- | ------------- | ------------- |
| 製造年度     | 1988年度           | 1988年度           | 1989年度           | 1989年度           | 1989年度           | 1990年度           | 1990年度           | 1990年度           | 1990年度           | 1991年度           | 1991年度           | 1991年度           | 1991年度           | 1991年度           | 1991年度           | 1992年度           | 1992年度           | 1992年度           | 1992年度           | 1992年度           | 1992年度           | 1992年度           | 1992年度           | 1992年度           | 1992年度           | 1992年度      | 1992年度      | 1993年度      | 1993年度      | 1993年度      | 1993年度      | 1993年度      | 1993年度      | 1993年度      | 1993年度      | 1994年度      | 1994年度      | 1994年度      | 1994年度      | 1994年度      | 1994年度      | 1994年度      |
| 编成编号     | 01 - 02            | 01 - 02            | 03 - 05            | 03 - 05            | 03 - 05            | 06 - 08            | 06 - 08            | 06 - 08            | 09                 | 10 - 15            | 10 - 15            | 10 - 15            | 10 - 15            | 10 - 15            | 10 - 15            | 16 - 25            | 16 - 25            | 16 - 25            | 16 - 25            | 16 - 25            | 16 - 25            | 16 - 25            | 16 - 25            | 16 - 25            | 16 - 25            | 26 - 27       | 26 - 27       | 28            | 29 - 35       | 29 - 35       | 29 - 35       | 29 - 35       | 29 - 35       | 29 - 35       | 29 - 35       | 36 - 42       | 36 - 42       | 36 - 42       | 36 - 42       | 36 - 42       | 36 - 42       | 36 - 42       |
| 控制方式     | 高频率分卷斩波控制 | 高频率分卷斩波控制 | 高频率分卷斩波控制 | 高频率分卷斩波控制 | 高频率分卷斩波控制 | 高频率分卷斩波控制 | 高频率分卷斩波控制 | 高频率分卷斩波控制 | 高频率分卷斩波控制 | 高频率分卷斩波控制 | 高频率分卷斩波控制 | 高频率分卷斩波控制 | 高频率分卷斩波控制 | 高频率分卷斩波控制 | 高频率分卷斩波控制 | 高频率分卷斩波控制 | 高频率分卷斩波控制 | 高频率分卷斩波控制 | 高频率分卷斩波控制 | 高频率分卷斩波控制 | 高频率分卷斩波控制 | 高频率分卷斩波控制 | 高频率分卷斩波控制 | 高频率分卷斩波控制 | 高频率分卷斩波控制 | IGBT-VVVF控制 | IGBT-VVVF控制 | IGBT-VVVF控制 | IGBT-VVVF控制 | IGBT-VVVF控制 | IGBT-VVVF控制 | IGBT-VVVF控制 | IGBT-VVVF控制 | IGBT-VVVF控制 | IGBT-VVVF控制 | IGBT-VVVF控制 | IGBT-VVVF控制 | IGBT-VVVF控制 | IGBT-VVVF控制 | IGBT-VVVF控制 | IGBT-VVVF控制 | IGBT-VVVF控制 |
| 5门车分布    | 无                 | 无                 | 无                 | 无                 | 无                 | 无                 | 无                 | 无                 | 有                 | 有                 | 有                 | 有                 | 有                 | 有                 | 有                 | 有                 | 有                 | 有                 | 有                 | 有                 | 有                 | 有                 | 有                 | 有                 | 有                 | 有            | 有            | 有            | 无            | 无            | 无            | 无            | 无            | 无            | 无            | 无            | 无            | 无            | 无            | 无            | 无            | 无            |
| 行走表示器   | 字幕式             | 字幕式             | 字幕式             | 字幕式             | 字幕式             | 字幕式             | 字幕式             | 字幕式             | 字幕式             | 字幕式             | 字幕式             | 字幕式             | 字幕式             | 字幕式             | 字幕式             | LED式              | LED式              | LED式              | LED式              | LED式              | LED式              | LED式              | LED式              | LED式              | LED式              | LED式         | LED式         | LED式         | LED式         | LED式         | LED式         | LED式         | LED式         | LED式         | LED式         | LED式         | LED式         | LED式         | LED式         | LED式         | LED式         | LED式         |
| 主電動機功率 | 160kW              | 160kW              | 160kW              | 160kW              | 160kW              | 160kW              | 160kW              | 160kW              | 160kW              | 160kW              | 160kW              | 160kW              | 160kW              | 160kW              | 160kW              | 160kW              | 160kW              | 160kW              | 160kW              | 160kW              | 160kW              | 160kW              | 160kW              | 160kW              | 160kW              | 190kW         | 190kW         | 190kW         | 190kW         | 190kW         | 190kW         | 190kW         | 190kW         | 190kW         | 190kW         | 190kW         | 190kW         | 190kW         | 190kW         | 190kW         | 190kW         | 190kW         |
| 齿轮比       | 5.73 (86:15)       | 5.73 (86:15)       | 5.73 (86:15)       | 5.73 (86:15)       | 5.73 (86:15)       | 5.73 (86:15)       | 5.73 (86:15)       | 5.73 (86:15)       | 5.73 (86:15)       | 5.73 (86:15)       | 5.73 (86:15)       | 5.73 (86:15)       | 5.73 (86:15)       | 5.73 (86:15)       | 5.73 (86:15)       | 5.73 (86:15)       | 5.73 (86:15)       | 5.73 (86:15)       | 5.73 (86:15)       | 5.73 (86:15)       | 5.73 (86:15)       | 5.73 (86:15)       | 5.73 (86:15)       | 5.73 (86:15)       | 5.73 (86:15)       | 7.79 (109:14) | 7.79 (109:14) | 7.79 (109:14) | 7.79 (109:14) | 7.79 (109:14) | 7.79 (109:14) | 7.79 (109:14) | 7.79 (109:14) | 7.79 (109:14) | 7.79 (109:14) | 7.79 (109:14) | 7.79 (109:14) | 7.79 (109:14) | 7.79 (109:14) | 7.79 (109:14) | 7.79 (109:14) | 7.79 (109:14) |
| 台車         | SU摇枕转向架       | SU摇枕转向架       | SU摇枕转向架       | SU摇枕转向架       | SU摇枕转向架       | SU摇枕转向架       | SU摇枕转向架       | SU摇枕转向架       | SU摇枕转向架       | SU摇枕转向架       | SU摇枕转向架       | SU摇枕转向架       | SU摇枕转向架       | SU摇枕转向架       | SU摇枕转向架       | SU摇枕转向架       | SU摇枕转向架       | SU摇枕转向架       | SU摇枕转向架       | SU摇枕转向架       | SU摇枕转向架       | SU摇枕转向架       | SU摇枕转向架       | SU摇枕转向架       | SU摇枕转向架       | 无摇枕转向架  | 无摇枕转向架  | 无摇枕转向架  | 无摇枕转向架  | 无摇枕转向架  | 无摇枕转向架  | 无摇枕转向架  | 无摇枕转向架  | 无摇枕转向架  | 无摇枕转向架  | 无摇枕转向架  | 无摇枕转向架  | 无摇枕转向架  | 无摇枕转向架  | 无摇枕转向架  | 无摇枕转向架  | 无摇枕转向架  |

- 其中第9編成至第28編成，在第1、2、7、8號車廂編入5門車廂。此車運用方式與205系、209系、E231系、東急5000系、京阪5000系的6門車廂不同，是全日均開放使用和不設摺疊狀態。

## 编组
|          | 03 ←中目黑方向南栗桥、北千住方向→ |                                                 |                                  |                                  |                                  |                                  |                                                 |                                  |
| 車廂編號 | 1                                 | 2                                               | 3                                | 4                                | 5                                | 6                                | 7                                               | 8                                |
| 集電弓   |                                   | ◇◇                                              |                                  |                                  |                                  | ◇◇                               |                                                 |                                  |
| 形式區分 | 03-1XX (Tc1)                      | 03-2XX (M1)                                     | 03-3XX (M2)                      | 03-4XX (T3)                      | 03-5XX (T4)                      | 03-6XX (M1)                      | 03-7XX (M2)                                     | 03-8XX (Tc2)                     |
| 动力单元 | 单元1                             | 单元1                                           | 单元1                            | 单元1                            | 单元2                            | 单元2                            | 单元2                                           | 单元2                            |
| 其他設備 |                                   | 16-28编成：                                     |                                  |                                  |                                  |                                  | 16-28编成：                                     |                                  |
| 安裝機器 |                                   | 斩波控制：CHOP 变频控制：VVVF                   | SIV,CP,BT                        |                                  |                                  | 斩波控制：CHOP 变频控制：VVVF    | SIV,CP,BT                                       |                                  |
| 車輛重量 |                                   |                                                 |                                  |                                  |                                  |                                  |                                                 |                                  |
| 載客量   | 1-28编成：124人 29-42编成：122人  | 1-8编成：136人 9-28编成：137人 29-42编成：135人 | 1-27编成：136人 28-42编成：135人 | 1-27编成：136人 28-42编成：135人 | 1-27编成：136人 28-42编成：135人 | 1-27编成：136人 28-42编成：135人 | 1-8编成：136人 9-28编成：137人 29-42编成：135人 | 1-28编成：124人 29-42编成：122人 |

範例
- CHOP：斩波器
- VVVF：主控制裝置（VVVF變頻器）
- SIV：DC-DC變流器
- CP：電動空氣壓縮機
- BT：蓄電池
- ：無障礙設施

## 定员
|                      | 3门车                | 3门车                                           | 3门车                                           | 3门车                                         | 3门车                                         | 3门车               | 5门车（第09 - 28編成） | 5门车（第09 - 28編成） | 5门车（第09 - 28編成） |
| 先頭車 第01 - 08編成 | 先頭車 第29 - 42編成 | 中間車 第01-08編成的2-7号車 第9-27編成的3-6号車 | 中間車 第01-08編成的2-7号車 第9-27編成的3-6号車 | 中間車 第28編成的3-6号車 第29-42編成的2-7号車 | 中間車 第28編成的3-6号車 第29-42編成的2-7号車 | 先頭車 （1・8号車） | 中間車 （2・7号車）    | 中間車 （2・7号車）    |                        |
| 先頭車 第01 - 08編成 | 先頭車 第29 - 42編成 | 中間車 第01-08編成的2-7号車 第9-27編成的3-6号車 | 中間車 第01-08編成的2-7号車 第9-27編成的3-6号車 | 中間車 第28編成的3-6号車 第29-42編成的2-7号車 | 中間車 第28編成的3-6号車 第29-42編成的2-7号車 | 先頭車 （1・8号車） | 第09-15編成 无轮椅位   | 第16-28編成 有轮椅位   |                        |
| 先頭車 第01 - 08編成 | 先頭車 第29 - 42編成 | 无轮椅位                                        | 有轮椅位                                        | 无轮椅位                                      | 有轮椅位                                      | 先頭車 （1・8号車） | 第09-15編成 无轮椅位   | 第16-28編成 有轮椅位   |                        |
| 车辆定员             | 124                  | 122                                             | 136                                             | 136                                           | 135                                           | 135                 | 124                    | 137                    | 137                    |
| 座席定员             | 44                   | 44                                              | 52                                              | 50                                            | 52                                            | 50                  | 32                     | 40                     | 38                     |
| 立席定员             | 80                   | 78                                              | 84                                              | 86                                            | 83                                            | 85                  | 92                     | 97                     | 99                     |
| 混杂时定员           | 204                  | 200                                             | 220                                             | 222                                           | 218                                           | 220                 | 216                    | 234                    | 236                    |

|            | 先頭車（1・8号車） | 先頭車（1・8号車） | 中間車             | 中間車    |
| 3门车      | 5门车              | 3门车              | 5门车 （2・7号車） |           |
| 车辆定员   | 124                | 124                | 136                | 137 (+1)  |
| 座席定员   | 44                 | 32 (-12)           | 52                 | 40 (-12)  |
| 立席定员   | 80                 | 92 (+12)           | 84                 | 97 (+13)  |
| 混杂时定员 | 204                | 216 (+12)          | 220                | 234 (+14) |

## 运用区间

### 当前运用区间
- 东京地下铁：日比谷線
- 东武铁道：
  - 伊势崎线（北千住站-東武動物公園站）
  - 日光线（東武動物公園站 - 南栗橋站）

### 曾经运用区间
- 东急电铁：東横線（中目黑站-菊名站）

注：在千住检车区停用后，列车改为在鹭沼车辆基地进行综合性检修。列车回送时，通常通过中目黑站-（東横線）-武藏小杉站-（目黑線）-大岡山站-（大井町線）-二子玉川站-（田園都市線）-鷺沼站途径进入检修区。

## 轉讓的鐵道公司
以下為營團03系電聯車轉讓給日本其他鐵道公司後改裝而成的車輛:
- 熊本電氣鐵道:熊本電氣鐵道03型電聯車
- 長野電鐵:長野電鐵3000系電聯車
- 北陸鐵道:北陸鐵道03系電聯車
- 上毛電氣鐵道:上毛電氣鐵道800型電聯車

## 行走设备
- 1-4次车及5次车的部分车辆（01-25编成）采用的控制设备是与银座线的01系相同的电机子斩波控制方式，并采用GTO作为半导体器件。其中为确保“高粘着控制”和“加速度一定控制”及提高车辆性能[3]，列车的动拖比设定为1:1，起动加速度设定为3.3km/h/s。在列车的电动机方面，第01编成、3次车、4次车是三菱电机制造，第02编成、2次车、5次车（部分）是日立制作所制造。转向架主要采用SS-111・SS-011型的SU摇枕转向架。
- 5次车的部分车辆及6、7次车采用的控制设备为VVVF，并采用IGBT作为半导体器件。在列车的电动机方面，5次车（部分）、6次车是日立制作所制造，7次车是三菱电机制造。转向架主要采用SS-135、SS-035型的无摇枕转向架。在第26编成以后，电动车设置的主电动机检查盖被废止了。其中VVVF车辆识别标志位于前面玻璃下部，并用“V”标注的贴纸贴着。
- 制动方式采用相对便于维修的踏面制动作为基础制动方式，与ACT联动的制动方式为再生制动和电气指令式制动。
- 空气压缩机采用了与01系相同的C-2000LA型、电动机采用了交流化的C-2500LB型。此设备在2002年半藏门线新投入使用的08系上有所使用。
- DC-DC转换器可将直流1500V逆变为直流600V，用于供给空调设备[4]。

以下以东京地下铁的统一规定为标准，03-1XX号车厢的行进方向的右侧为1侧、左侧为2侧的方法称呼并区分以下设备。

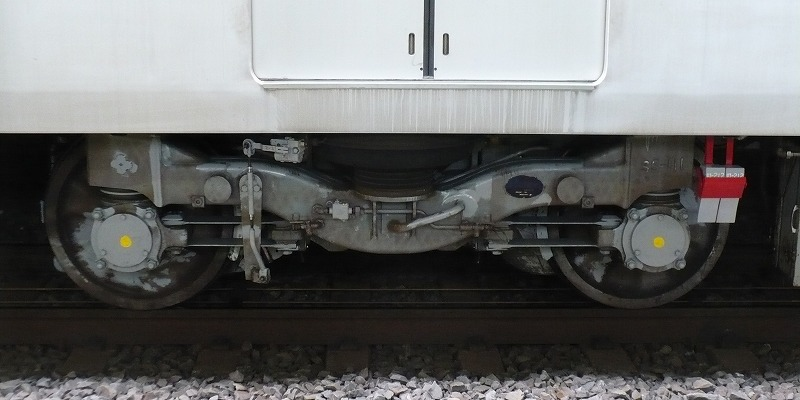
SS111型动力转向架。
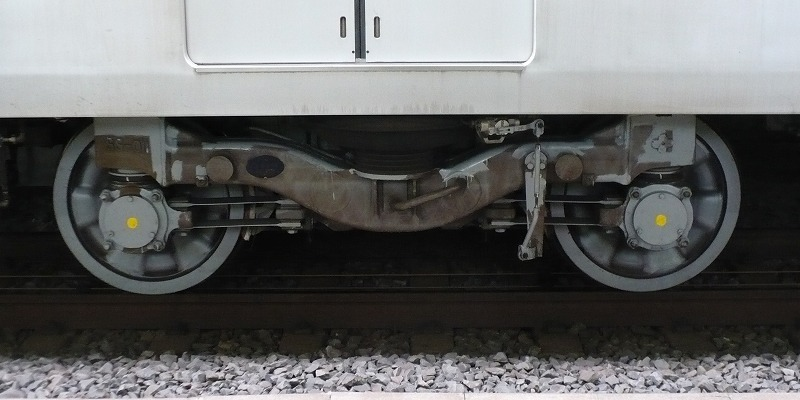
SS011型转向架
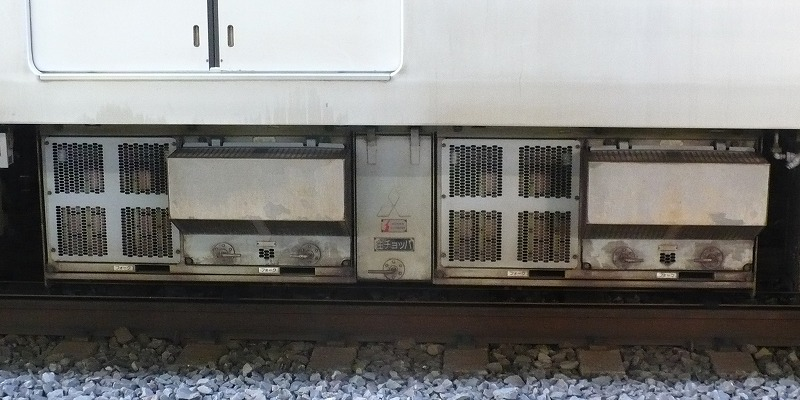
三菱電機製斩波器装置（2側）
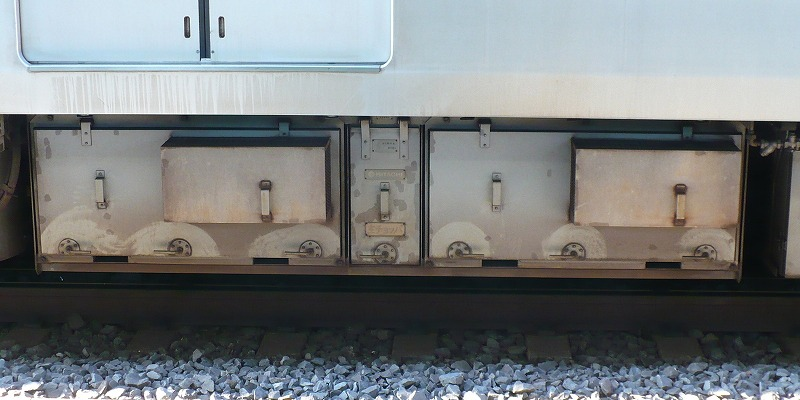
日立製作所製斩波器装置（2側）
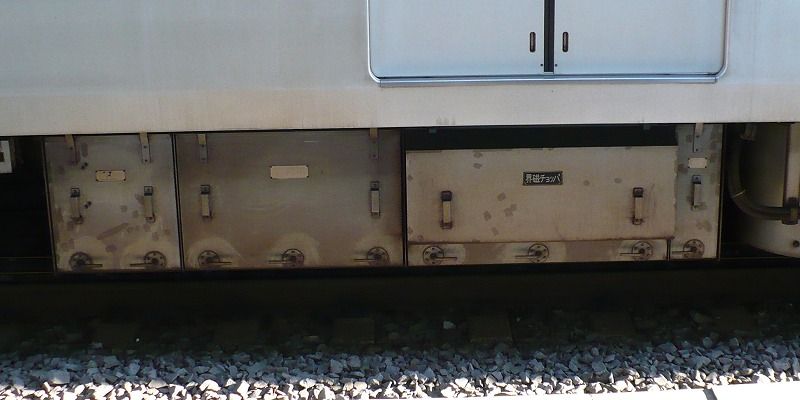
日立製斩波器装置的1側。
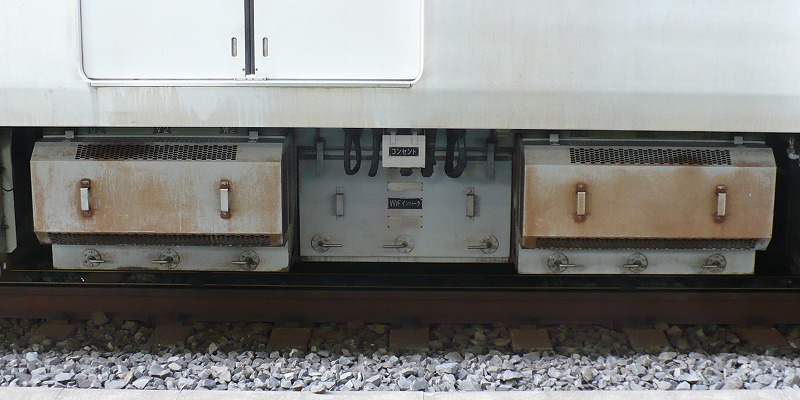
5、6次車的日立製作所製VVVF逆变器装置（VFI-HR4820A型）
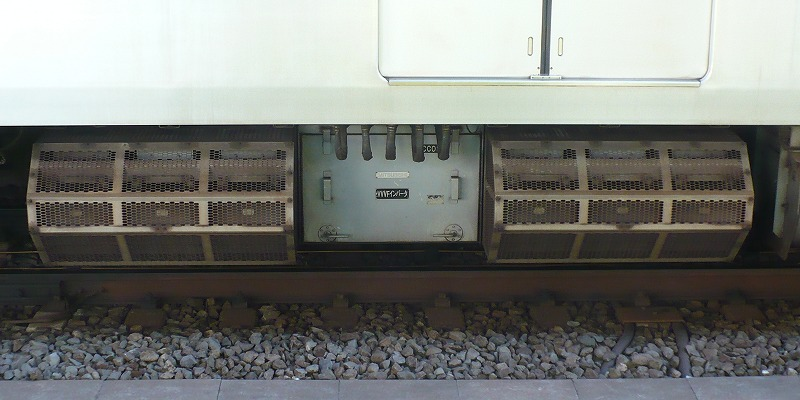
7次車的三菱電機製VVVF逆变器装置（MAP-198-15V46型）
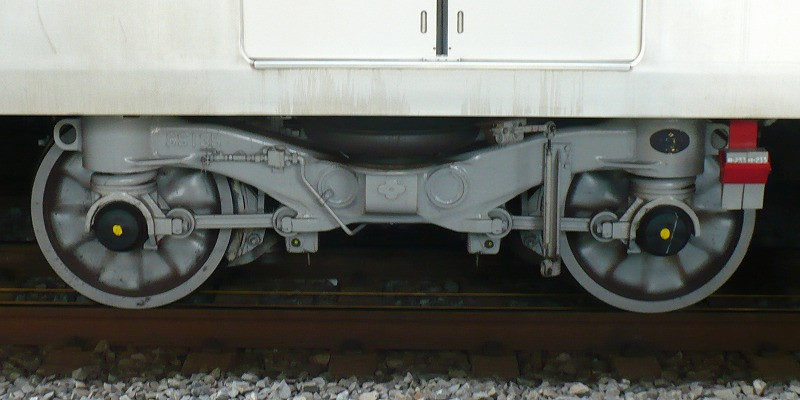
SS135型动力转向架
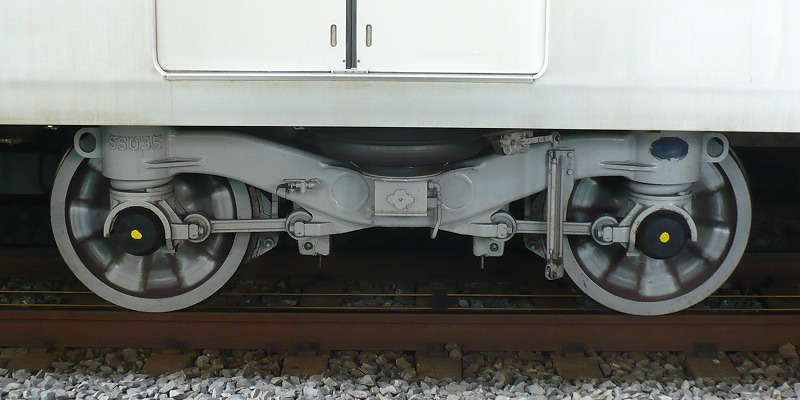
SS035型转向架
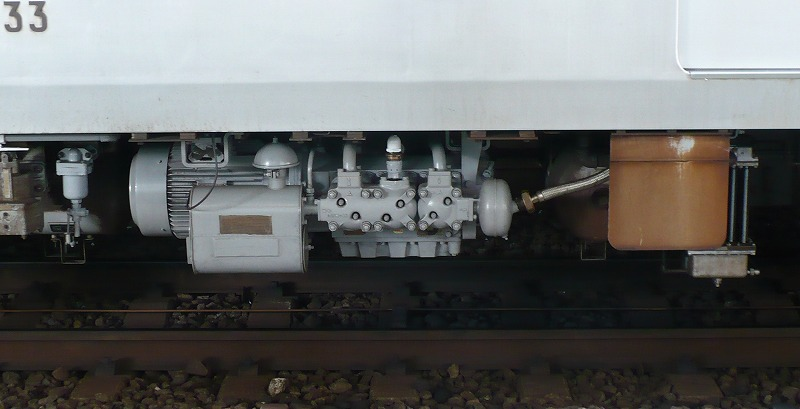
C-2500LB型空气压缩机
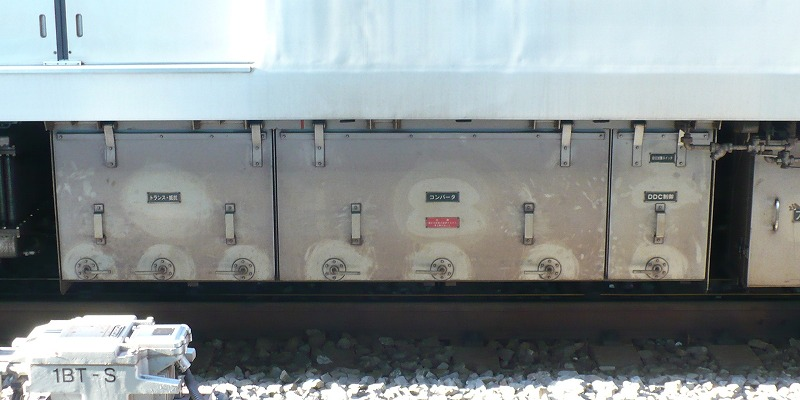
斩波器車搭載的GTO-DC转换装置（2側）
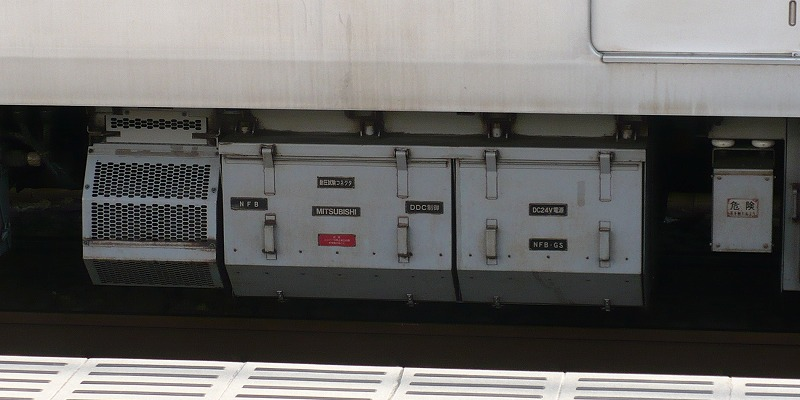
VVVF車搭載的IGBT-DC转换装置（1側）
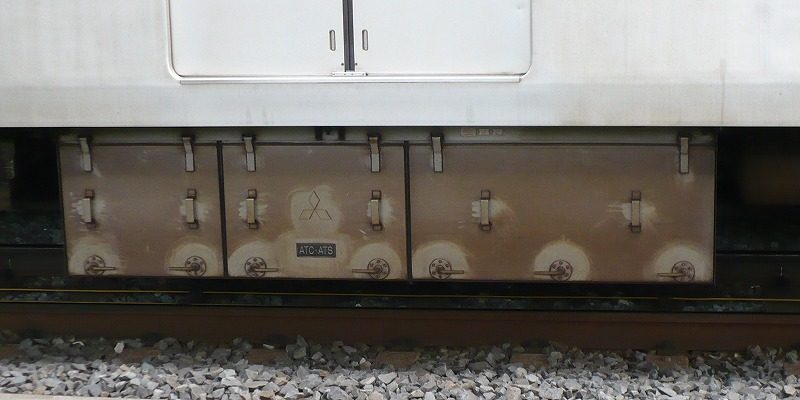
両先頭車的ATC・ATS装置

## 保安装置
列车在初期为了能够乘入至伊勢崎線和東横線，在3000系搭载了多种保安装置的基础上，对03系列车的搭载保安装置做了进一步更改：安装有东急型和东武型的ATS，后来又安装了东急型的新ATC。不过列车在1997年后，对日比谷线开始逐渐更新ATC。随着列车在2013年3月26日不再乘入至東横線，东急型的ATS开始陆续拆除。

## 车辆控制情报管理装置
本款列车装备有车辆控制情报管理装置（Train control Information manegement System，简称TIS），由三菱电机在1988年制造，在日本国内的铁路车辆中首次装备。搭载方式为先头车TIS中央装置、中间车TIS单元局模式，使得驾驶员能够时刻看到列车的工作情况，这套监控装置在以后的所有车辆中均有配置（02系除外）。

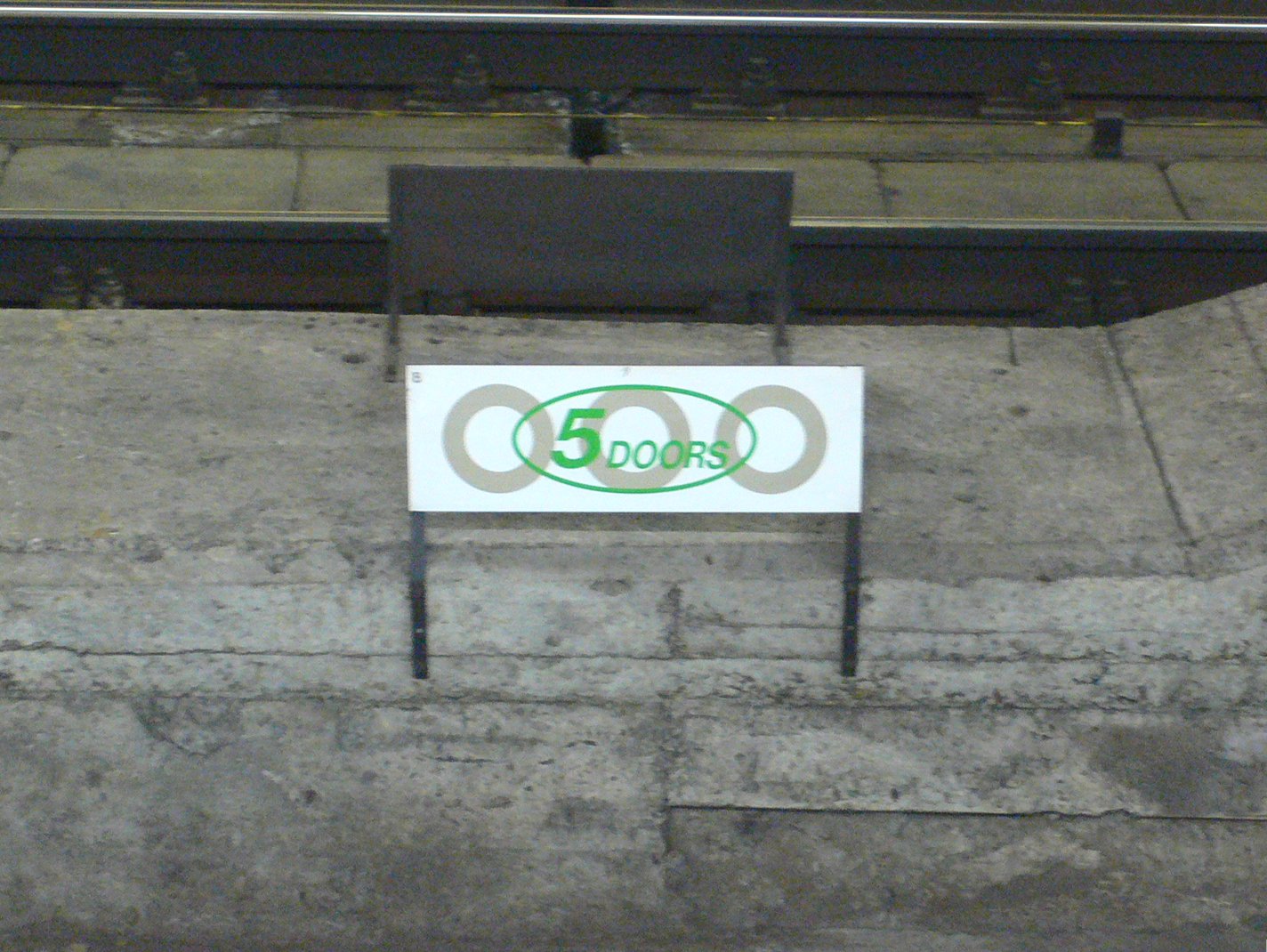
日比谷线内的各站设置的5门车「5 DOORS」标志
摄于入谷站

## 5门车厢
1990年9月开始在上午的繁忙时间进行缩短上下车时间的试验，为此在1、2、7、8号车厢开始使用5门车，首先装备于第09编成。这种车厢外观以3门车为基础，车门开度均为1,300mm，座席大规模减少，增加了大量站位。其中在平时，第2、4车门可执行选择性车门操作，并有指示灯加以提示。为保证列车的通气效果，在车厢两端加装有2台风机。
这样的车厢通常会张贴有「5 DOORS」标志，其中早期的「5 DOORS」标志张贴在紧急出口的下部，目前移动至紧急出口的上部。此外，日比谷线内的各站设置的乘车位置标志，在5门车停靠处会有「5 DOORS」的标志。
由于第09编成的5门车反应良好，5门车在第10-28编成中也开始大规模装备，并应用于早高峰于北千住站发车的列车中（在1993年之前因乘入东武铁道内会导致排队混乱，仅能在日比谷线内行走，目前已解禁）。此外5门车在东武20050系中也有所推广。

## 列车向导服务

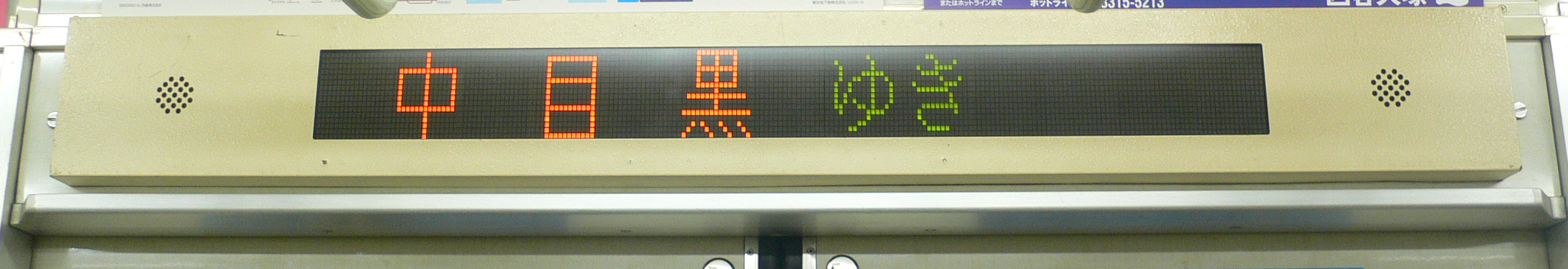
初期编成的车内向导表示装置

### 车外
列车车外装载有扬声器，可播放广播、发车音乐及关门提示音。其中斩波控制车辆的扬声器设置在列车外部的侧面，VVVF控制车辆的扬声器则因为空调原因设置在列车的内部。另外，乘入至日比谷线的东武20050系·20070系及曾经乘入的东急1000系也装备有同样的扬声器。
列车车头设置有方向幕、列车编号显示器，侧面设置有方向幕。不过4次车的前后及侧面向导屏幕均能显示日语罗马字字幕。自5次车以后的列车编号显示器改为LED模式，侧面仅显示日语罗马字，不过亮度较4次车略低。

### 车内
列车客室内的车门上部拥有LED式的车内向导表示装置和门铃，此外还有目的地、站名、换乘路线显示，这些内容均采用自动播放方式。其中斩波控制车辆的车内向导表示装置多数呈静态播放，VVVF控制车辆的扬声器和车内向导表示装置可以同步播放。另外，5门车的「本班列车」的播放字幕已经被删除。

## 列车运送过程[7]

### 1-5次車
列车首先从东鹫宫站出发，经JR宇都宫线到达久喜站，之后进入东武铁道的伊勢崎線到达业平桥站(今东京晴空塔站)，进入千住检车区竹之冢分室，其中东武铁道内使用东武ED5060型电力机车牵引进入。

### 6次車
列车首先从長津田站出发，经JR横滨线进入东急电铁的田园都市线到达鹭沼检车区后进行整备。之后，经鷺沼 - 二子玉川園（現二子玉川） - （经大井町線） - 大岡山 - （经旧目蒲線、東横線）- 元住吉折返 - （经東横線）- 中目黑 - 千住检车区进行自身动力回送。

### 7次車
列车首先从东鹫宫站出发，经JR宇都宫线到达久喜站，之后进入东武铁道的伊勢崎線到达東武動物公園后折返，进入竹之冢检车区。

## 列车大修
按照东京地下铁规定，列车需要每4年进行一次全方面检查。第12年进行C修工程，第24年进行B修工程，第36年进行C修工程，第48年让列车停用。目前，1、2次车陆续进入到了大修阶段，目前第01-04编成已经在2012年12月末大修完毕，同时也开始对部分列车的VVVF进行维修。

## 其他
铁道友之会曾在1989年12月20日对01系、02系、03系和05系授予荣耀奖。